# Face to Face (album của Westlife)
Face to Face là album thứ bảy của ban nhạc nam đến từ Ireland Westlife. Album đã được phát hành đầu tiên ở Anh ngày 31 tháng 10 năm 2005. Đây là album thứ năm quán quân thứ năm của Westlife ở Anh, bán được 1,3 triệu bản riêng ở Anh và trên 6 triệu bản trên toàn thế giới và cũng là album bán chạy nhất trong năm của Sony BMG Entertainment năm 2005.

## Thông tin về album
Album có chứa nhiều ca khúc pop cùng với một số ca khúc mang âm hưởng nhạc dance. Đĩa đơn đầu tiên được phát hành từ album là một bản cover hit "You Raise Me Up" của Secret Garden. Đĩa đơn thứ hai cũng là một cover, phiên bản cover ca khúc "When You Tell Me That You Love Me" nguyên gốc của huyền thoại Diana Ross và đã được nhóm thu âm lại thành một bản hát đôi với chính ca sĩ này.
Đĩa đơn cuối cùng từ album là "Amazing", một ca khúc nguyên gốc. "That's Where You Find Love" đã được phát hành làm đĩa đơn quảng cáo radio ở Philippines. Trong khi "Hit You With The Real Thing" đã có mặt trên bảng xếp hạng ở iTunes New Zealand. Album cũng có một cover ca khúc "Desperado" của Eagles cùng với một track bonus của Backstreet Boys từ album 2005 Never Gone của họ, "Colour My World" và một bài hát solo của Nick Carter, "Heart Without A Home".

### Danh sách track
| STT | Nhan đề                                         | Sáng tác                                                               | Thời lượng |
| --- | ----------------------------------------------- | ---------------------------------------------------------------------- | ---------- |
| 1.  | "You Raise Me Up"                               | Brendan Graham, Rolf Lovland                                           | 4:03       |
| 2.  | "When You Tell Me That You Love Me""            | Albert Hammond, John Bettis                                            | 3:58       |
| 3.  | "Amazing"                                       | Savan Kotecha, Kristian Lundin, Pilot, Jake Schulze                    | 2:53       |
| 4.  | "That's Where You Find Love its me"             | Steve Mac, Wayne Hector, Chris Farren                                  | 3:47       |
| 5.  | "She's Back"                                    | Steve Mac, Jorgen Elofsson                                             | 3:13       |
| 6.  | "Desperado"                                     | Don Henley, Glenn Frey                                                 | 3:40       |
| 7.  | "Colour My World"                               | Andreas Carlsson, Savan Kotecha, Harry Sommerdahl                      | 3:56       |
| 8.  | "In This Life"                                  | Mike Reid, Allen Shamblin                                              | 4:10       |
| 9.  | "Heart Without a Home"                          | Steve Mac, Wayne Hector                                                | 4:50       |
| 10. | "Hit You With the Real Thing"                   | Carl Björsell, Carl Falk, Didrik Thott, Savan Kotecha, Sebastian Thott | 3:03       |
| 11. | "Change Your Mind I Lay My Love On You"         | Steve Mac, Wayne Hector                                                | 3:45       |
| 12. | "Maybe Tomorrow"A"                              | Carl Björsell, Carl Falk, Savan Kotecha, Sebastian Thott               | 3:09       |
| 13. | "World Of Our Own (Phiên bản Acoustic)" (B)     |                                                                        | 3:28       |
| 14. | "Flying Without Wings (Phiên bản Acoustic)" (B) |                                                                        | 3:35       |
| 15. | "My Love (Phiên bản Acoustic)" (B)              |                                                                        | 3:52       |

Chú thích:
A "Maybe Tomorrow" chỉ có mặt ở phiên bản Anh, Ireland và Hàn Quốc của album.

B Các track Acoustic được cung cấp bởi Wayne Oulson và chỉ có mặt trong phiên bản Nhật của album.

### Xếp hạng
| Quốc gia       | Vị trí cao nhất | Chứng nhận  |
| -------------- | --------------- | ----------- |
| Úc             | 1               | Bạch kim    |
| Ireland        | 1               | 8x Bạch kim |
| Vương quốc Anh | 1               | 4x Bạch kim |
| Na Uy          | 7               | -           |
| Thụy Điển      | 9               | -           |
| Thụy Sĩ        | 14              | -           |
| Đức            | 18              | -           |
| Đan Mạch       | 19              | -           |
| Hà Lan         | 30              |             |

## Face to Face Tour 2006
Đây là chuyến lưu diễn trên toàn thế giới thứ năm của Westlife.